# Betina González
Betina González (sinh năm 1972) là một nhà văn người Argentina từng đoạt giải thưởng.

## Tiểu sử
Sinh ra tại khu vực tàu điện ngầm Greater Buenos Aires, cô học ngành Truyền thông Xã hội tại Đại học Buenos Aires, nơi cô làm việc như một giáo sư và một nhà nghiên cứu. Năm 2003, cô chuyển đến Texas để theo đuổi một M.F.A. trong Viết sáng tạo tại Đại học Texas ở El Paso. Cô tốt nghiệp vào năm 2006. Cùng năm đó, Arte menor, tiểu thuyết đầu tiên của cô, đoạt giải thưởng văn học hàng năm Clarín cho tiểu thuyết, một trong những giải thưởng văn học quan trọng nhất ở châu Mỹ Latinh. Trong số các tham luận viên của ủy ban lựa chọn cho Arte Menor là các nhà văn nổi tiếng thế giới như người đoạt giải Nobel José Saramago, Rosa Montero, và Eduardo Belgrano Rawson. Cuốn sách được liệt kê trong số những người bán hàng tốt nhất của Argentina trong năm đó.
Arte Menor, một câu chuyện về một đứa con gái tìm kiếm ký ức khó khăn của cha mình, được Rosa Montero định nghĩa là “Một tác phẩm kỳ diệu về bản sắc và trí tưởng tượng, về tình yêu và tình yêu không chắc chắn của cuộc sống.” Eduardo Belgrano Rawson mô tả cuốn tiểu thuyết là một câu chuyện trinh thám được viết với sự hài hước và thông minh về một đứa con gái quyết tâm giải quyết bí ẩn của cha cô. ” José Saramago cho rằng Betina Gonzalez đã chứng minh, thông qua cảm giác cân bằng và cân bằng của cô. chỉ huy một thể loại phức tạp như tiểu thuyết. ”“ Trong cuốn tiểu thuyết này, Arte menor, có thể nói rằng chỉ trong tựa đề của nó là nghệ thuật 'nhỏ'. Những gì xuất hiện sau tựa đề chắc chắn là một tác phẩm nghệ thuật lớn, ”tác giả người Bồ Đào Nha cho biết.
Năm 2006, Quỹ tài trợ quốc gia của Argentina, đã trao cho Betina González giải nhì cho Juegos de Playa, một bộ sưu tập các câu chuyện được hình thành bởi tiểu thuyết và bốn truyện ngắn. Juegos de Playa, tiểu thuyết có tựa đề cho cuốn sách, khám phá những nỗi sợ hãi và tưởng tượng của một cô bé trong cuộc Chiến tranh Falkland năm 1982 giữa Argentina và Vương quốc Anh.